# Orectognathus rostratus
Orectognathus rostratus är en myrart som beskrevs av George Hines Lowery, Jr. 1967. Orectognathus rostratus ingår i släktet Orectognathus och familjen myror. Inga underarter finns listade i Catalogue of Life.